# Maclaren Monolith
Il Maclaren Monolith è un picco roccioso alto circa 1000 m e caratterizzato da un monolite che ne costituisce la sommità, situato nella dorsale centrale dei Monti Herbert, della Catena di Shackleton, Terra di Coats in Antartide. 
Nel 1967 fu effettuata una ricognizione aerofotografica da parte degli aerei della U.S. Navy. Un'ispezione al suolo fu condotta dalla British Antarctic Survey (BAS) nel periodo 1968-71.
Ricevettero l'attuale denominazione nel 1971 dal Comitato britannico per i toponimi antartici (UK-APC), in onore di Charles Maclaren, naturalista scozzese che nel 1842 fu il primo a riconoscere l'influenza delle glaciazioni sull'altezza del livello del mare.